# Гиршгорн, Шмуэль
Гиршгорн Шмуэль (пол. Samuel Hirszhorn; 1876, Слоним — 1942, Варшава) — польско-еврейский писатель, журналист, фольклорист. Депутат польского Сейма (1919—1922).

## Биография
Окончил Польскую коммерческую школу в Варшаве. Сотрудничал во многих еврейских периодических изданиях на польском языке и на идише, включая Glos Żydowski (1906—1907), «Мория», «Ерсте тагблат» и «Момент». В 1916 он участвовал в создании Народной партии в Польше и как один из её членов был избран в Варшавский муниципалитет (до 1927 был членом городского совета), в 1919 — депутат польского Сейма.
С раннего возраста он писал стихи по-польски и переводил на польский язык многие русские и французские стихи. Также переводил произведения еврейской литературы (на иврите или идише) на польский язык.
Во время Второй мировой войны после германской оккупации Польши оказался в Варшавском гетто. Покончил жизнь самоубийством, когда немцы начали ликвидацию гетто (депортацию узников в лагеря смерти).